# American Amateur Photographer
American Amateur Photographer byl fotografický časopis vydávaný ve Spojených státech v letech 1889–1907. V letech 1893–1896 byl redaktorem tohoto měsíčníku americký fotograf a publicista Alfred Stieglitz. American Amateur Photographer se v červenci 1907 sloučil s fotografickými časopisy Photo Beacon a Camera and Darkroom pod názvem American Photography.